# Henner Wolter
Henner Wolter (* 20. November 1944 in Batzdorf) ist ein deutscher Rechtswissenschaftler und Autor juristischer Fachpublikationen, vor allem zum Arbeitsrecht.

## Leben
Wolter wuchs in Lübeck auf, wo er 1964 das Abitur am Gymnasium Katharineum zu Lübeck ablegte. Er studierte Rechtswissenschaften (erste und zweite Staatsprüfung) und promovierte 1974 an der Universität Bremen. Anschließend war er bis 1978 als wissenschaftlicher Assistent an der Universität Regensburg tätig. Im selben Jahr wurde er Justiziar der IG Druck und Papier in Stuttgart. Von 1983 bis 1997 war er Ehrenamtlicher Richter am Bundesarbeitsgericht. 1991 wechselte er nach Berlin, wo er 1997 bei Bernhard Schlink und Alexander Blankenagel an der Humboldt-Universität zu Berlin habilitierte. Dort lehrte er als außerplanmäßiger Professor. Er ist Rechtsanwalt und Fachanwalt für Arbeitsrecht. Ab 2001 führte er eine gemeinsame Anwaltskanzlei mit Detlef Hensche, bis Hensche 2009 seine Anwaltszulassung zurückgab.

## Schriften (Auswahl)
- Kriterien zur Reform der Juristenausbildung (= Argumente zur Zeit. Heft 127). Pahl-Rugenstein, Köln 1971.
- Die juristische automatische Dokumentation und ihre Benutzer. Eine methodische Einführung in informationswissenschaftlichen Probleme der Dokumentation für Juristen. Studiengruppe für Systemforschung, Heidelberg 1975 (zugleich: Dissertation, Universität Bremen, 1974).
- ADV-Anwendungen, Qualifikation und gewerkschaftliche Bildungspolitik (= Beiträge zur juristischen Informatik. Band 8). Toeche-Mittler, Darmstadt 1980, ISBN 3-87820-031-5.
- Für ein besseres Arbeitsrecht. Rechtskritik, Rechtsgebrauch, Rechtsmethodik der Gewerkschaften. VSA-Verlag, Hamburg 1986, ISBN 3-87975-387-3.
- Zusatzversorgungssysteme der Intelligenz. Verfassungsrechtliche Probleme der Rentenüberleitung in den neuen Bundesländern (= Schriften der Hans-Böckler-Stiftung. Band 12). Nomos, Baden-Baden 1992, ISBN 3-7890-2715-4.
- Treuhandanstalt und Treuhand-Unternehmen als qualifizierter faktischer GmbH-Konzern. Umrisse zu einem Haftungskonzept für Arbeitnehmeransprüche in den neuen Bundesländern. Düsseldorf 1992, ISBN 3-928204-01-7.
- Vom Volkseigentum zum Privateigentum. Art. 14 GG und subjektives Recht als Determinanten der industriellen Beziehungen im Einigungsprozeß. Nomos, Baden-Baden 1998, ISBN 3-7890-5218-3 (zugleich: Habil.-Schrift, Humboldt-Universität Berlin, 1997).
- Hrsg. mit Jakob Nolte, Ralf Poscher: Die Verfassung als Aufgabe von Wissenschaft, Praxis und Öffentlichkeit. Freundesgabe für Bernhard Schlink zum 70. Geburtstag. C. F. Müller, Heidelberg 2014, ISBN 978-3-8114-3929-0.
- Arbeitsrecht bei Umstrukturierung von Betrieben und Unternehmen. Resultate der Privatautonomie (= HSI-Schriftenreihe. Band 40). Bund-Verlag, Frankfurt am Main 2021, ISBN 978-3-7663-7167-6.